# 754 (numero)
Settecentocinquantaquattro (754) è il numero naturale dopo il 753 e prima del 755.

## Proprietà matematiche
- È un numero pari.
- È un numero composto, con 8 divisori: 1, 2, 13, 26, 29, 58, 377, 754. Poiché la somma dei suoi divisori (escluso il numero stesso) è 506 < 754, è un numero difettivo.
- È un numero sfenico.
- È un numero malvagio.
- È un numero intero privo di quadrati.
- È un numero palindromo nel sistema numerico esadecimale, nel sistema di numerazione posizionale a base 11 (626) e in quello a base 28 (QQ).
- È altresì un numero a cifra ripetuta in base 28 e un numero ondulante nella base esadecimale e in base 28.
- È parte delle terne pitagoriche (270, 704, 754), (290, 696, 754), (304, 690, 754), (520, 546, 754), (672, 754, 1010), (754, 4872, 4930), (754, 10920, 10946), (754, 142128, 142130).
- È un numero nontotiente (per cui la equazione φ(x) = n non ha soluzione).

## Astronomia
- 754 Malabar è un asteroide della fascia principale del sistema solare.
- NGC 754 è una galassia della costellazione di Eridano.

## Astronautica
- Cosmos 754 è un satellite artificiale russo.